# Gigantik
Gigantik est une série de bandes dessinées de science-fiction dont les volumes ont été publiés de 1979 à 1984. 
Son nom fait référence à la planète-astronef depuis laquelle débutent les aventures des héros.
La série Gigantik avait été créée pour le magazine allemand ZACK (Super As en français).
Il y a un total de 7 albums , 10 nouvelles (7-35 pages) au format magazine et 6 nouvelles au format livre de poche. Les albums sont édités en France par Novedi.

## Univers
Gigantik est en fait le nom d'un énorme astéroïde transformé en vaisseau-monde et lancé depuis la Terre en l'an 2078. Serti dans une énorme bulle, habité de milliers de personnes triées sur le volet (pour la plupart des scientifiques et des militaires), cette Nouvelle Terre va partir à l'assaut du ciel à la découverte de mondes inconnus. Ce gigantesque astronef se suffit à lui-même : on y produit l'eau, l'air, la lumière et toutes les ressources nutritives nécessaires à la survie de ses occupants. 
Il est accompagné de deux satellites : Balmung, un satellite équipé des toutes dernières technologies de combat et Abraxas, une sorte de soleil artificiel pour Gigantik.

## Liste des albums édités en France
En France, les sept albums sont édités par Fleurus.
- La Menace de la Griffe[1]
- La Planète des Damnés
- Les Titans de l'Espace
- La Planète Endormie
- Le Maître d'un Monde
- Les Seigneurs de la Lumière
- Monsieur Smith : Profession Dieu

## Principaux personnages
- Bruno Castorp
- Mireia Glavius
- Korv
- Dr Glavius
- Bulldooz et Cacahuète
- Vad Tars Gand